# Cabañas Raras
Cabañas Raras is een gemeente in de Spaanse comarca El Bierzo van de provincie León in de autonome regio Castilië en León met een oppervlakte van 19,11 km². Cabañas Raras telt 1.344 inwoners (1 januari 2016).